# کارلا کاندیانی
کارلا کاندیانی (ایتالیایی: Carla Candiani؛ ۹ فوریه ۱۹۱۶ – ۲ ژوئیه ۲۰۰۵) بازیگر اهل ایتالیا بود.
از فیلم‌هایی که وی در آن‌ها نقش داشته است، می‌توان به دام عشق اشاره نمود.